# Римски дерби
Римски дерби (итал. Derby della Capitale) је традиционално име фудбалског меча између римских клубова Роме и Лација.
Сусрети ових тимова познати су по расистичким испадима. Пошто римски Јевреји углавном навијају за Рому, честе су провокације навијача Лација на верској основи; током римског дербија 1998. године, лацијали су подигли транспарент на којем је писало „Аушвиц је ваш град, рерне су ваши домови“. Тамнопути играчи Роме су такође често на мети навијача Лација. На једном транспаренту лацијали су Рому назвали „тимом црнаца које воде Јевреји“; Лациов званични став је да је против оваквих испада хулигана, који чине мали део навијача овог клуба.
Ово ривалство не само да је једно од најјачих ривалстава два клуба у Италији, већ и у свету. Препуне трибине, инциденти, насиље и расистички транспаренти карактеристични су за ове мечеве. За време једне од дерби утакмица током сезоне 1979/80 убијен је Виченцо Папарели, навијач Лација. Папарелија је један навијач Роме погодио бакљом у главу.
Још један инцидент догодио се током дербија 2004. године, када је утакмица прекинута на захтев председника лиге Адријана Галијанија. Нереди су почели када су навијачи раширили нетачну гласину да је један полицајац убио дете у непосредној близини стадиона. На полувремену, три навијача су ушла на терен да разговарају са капитеном Франческом Тотијем, а Тоти је касније на телевизији изјавио да му је прећено смрћу. Капитен Роме је затражио да се утакмица заустави. Меч је прекинут, али су нови проблеми настали на улицама; У тучи између навијача и полиције повређено је око 170 полицајаца, као и приличан број навијача, а 13 особа је приведено. Није јасно зашто су навијачи желели да прекину меч, а нагађа се, између осталог, да су једноставно хтели да нападну полицију.
Меч је поновљен недељу дана касније, а Рома и Лацио су одиграли нерешено, 1-1.
Комплетна хронолошка листа римских дербија кроз историју:
| Сезона     | Датум               | Резултат         | Стрелци | Стадион               | Такмичење                      |
| ---------- | ------------------- | ---------------- | --- | --------------------- | ------------------------------ |
| 1929/30.   | 8. децембар 1929.   | Лацио 0-1 Рома   | 73' Волк | Стадио дела Рондинеља | Серија А                       |
| 1929/30.   | 4. мај 1930.        | Рома 3-1 Лацио   | 8' Пасторе (Л) 20' Бернардини (Р) 44' Волк (Р) 68' Кини (Р)                                                   | Кампо Тестачо         | Серија А                       |
| 1930/31.   | 7. децембар 1930.   | Рома 1-1 Лацио   | 34' Фони (Л) 76' Волк (Р)                                                                                     | Кампо Тестачо         | Серија А                       |
| 1930/31.   | 22. фебруар 1931.   | Лацио 1-4 Рома   | 41' Кини (Р) (пенал) 60' Волк (Р) 80' Волк (Р) 82' Пасторе (Л) 85' Еузебио (Р)                                | Стадио дел ПНФ        | Амикеволе                      |
| 1930/31.   | 24. мај 1931.       | Лацио 2-2 Рома   | 30' Пасторе (Л) 49' Волк (Р) 61' ФантониI (Л) 88' Бодини (Р)                                                   | Стадио дел ПНФ        | Серија А                       |
| 1931/32.   | 6. децембар 1931.   | Рома 2-0 Лацио   | 51' Волк 55' Еузебио                                                                                          | Кампо Тестачо         | Серија А                       |
| 1931/32.   | 1. мај 1932.        | Лацио 1-4 Рома   | 3' Кини (Р) 34' Фантони I (Л) 48' Волк (Р) 54' Константино (Р) 59' Константино (Р)                            | Стадио дел ПНФ        | Серија А                       |
| 1931/32.   | 26. јуни 1932.      | Рома 0-3 Лацио   | 18' Фантони I 26' Фантони I 31' Малатеста                                                                     | Кампо Тестачо         | Копа Форнари                   |
| 1932/33.   | 23. октобар 1932.   | Лацио 2-1 Рома   | 4' Демарија (Л) 18' Волк (Р) 83' Кастели (Л)                                                                  | Стадио дел ПНФ        | Серија А                       |
| 1932/33.   | 26. март 1933.      | Рома 3-1 Лацио   | 20' Константино (Р) 53' Фазанели (Р) 79' Демарија (Л) 86' Еузебио (Р)                                         | Кампо Тестачо         | Серија А                       |
| 1933/34.   | 1. новембар 1933.   | Рома 5-0 Лацио   | 18' Томази ( 31' Томази 49' Бернардини 55' Томази 89' Бернардини                                              | Кампо Тестачо         | Серија А                       |
| 1933/34.   | 11. март 1932.      | Лацио 3-3 Рома   | 8' Бернардини (Р) 10' Константино (Р) 15' Гвајта (Р) 31' Демарија (Л) 42' Демарија (Л) 83' Демарија (Л)       | Стадио дел ПНФ        | Серија А                       |
| 1934/35.   | 18. новембар 1934.  | Рома 1-1 Лацио   | 61' Гвајта (Р) (пенал) 72' Пиола (Л) (пенал)                                                                  | Кампо Тестачо         | Серија А                       |
| 1934/35.   | 31. март 1935.      | Лацио 0-0 Рома   | | Стадио дел ПНФ        | Серија А                       |
| 1935/36.   | 13. октобар 1935.   | Лацио 0-1 Рома   | 89' Катанео                                                                                                   | Стадио дел ПНФ        | Серија А                       |
| 1935/36.   | 19. јануар 1936.    | Лацио 2-1 Рома   | 27' Пиола (Л) 35' Камолезе (Л) 77' Гадалди (Р)                                                                | Stadio del PNF        | Куп Италије                    |
| 1935/36.   | 16. фебруар 1936.   | Рома 1-0 Лацио   | 82' Катанео                                                                                                   | Кампо Тестачо         | Серија А                       |
| 1936/37.   | 18. октобар 1936.   | Рома 3-1 Лацио   | 9' Бузани (Л) 29' Ди Бенедети (Р) 62' Серантони (Р) 89' Ди Бенедети (Р)                                       | Кампо Тестачо         | Серија А                       |
| 1936/37.   | 21. фебруар 1937.   | Лацио 0-1 Рома   | 52' Мацони | Стадио дел ПНФ        | Серија А                       |
| 1937/38.   | 3. октобар 1937.    | Лацио 1-1 Рома   | 22' Пиола (Л) 88' Фризони (Р)                                                                                 | Стадио дел ПНФ        | Серија А                       |
| 1937/38.   | 6. фебруар 1938.    | Рома 2-1 Лацио   | 7' Микелини (Р) 17' Камолезе (Л) 85' Борсети (Р)                                                              | Кампо Тестачо         | Серија А                       |
| 1937/38.   | 23. мај 1938.       | Лацио 3-0 Рома   | 11' Бузани 41' Ветраино 82' Ветраино                                                                          | Стадио дел ПНФ        | Амикеволе                      |
| 1938/39.   | 15. јануар 1939.    | Рома 0-2 Лацио   | 3' Цакони 39' Бузани                                                                                          | Кампо Тестачо         | Серија А                       |
| 1938/39.   | 21. мај 1939.       | Лацио 1-3 Рома   | 3' Микелини (Р) 5' Косћија (Р) 12' Капри (Л) 42' Бономи (Р)                                                   | Стадио дел ПНФ        | Серија А                       |
| 1939/40    | 7. јануар 1940.     | Рома 1-0 Лацио   | 5' Кампилонго                                                                                                 | Кампо Тестачо         | Серија А                       |
| 1939/40    | 26. мај 1940.       | Лацио 1-0 Рома   | 14' Енрике Фламини                                                                                            | Стадио дел ПНФ        | Серија А                       |
| 1939/40    | 9. јуни 1940.       | Лацио 3-3 Рома   | 5' Коша (Р) 45' Бузани (Л) 48' Панто (Р) 55' Бузани (Л) 65' Ветрајино (Л) 77' Тимон (Р)                       | Стадио дел ПНФ        | Амикеволе                      |
| 1940/41    | 24. новембар 1940.  | Рома 1-1 Лацио   | 12' Цирони (Л) 58' Амадеи (Р)                                                                                 | Стадио дел ПНФ        | Серија А                       |
| 1940/41    | 16. март 1941.      | Лацио 2-0 Рома   | 43' Пјола 80' Пјола                                                                                           | Стадио дел ПНФ        | Серија А                       |
| 1941/42    | 11. јануар 1942.    | Рома 2-1 Лацио   | 15' Амадеи (Р) 23' Пјола (Л) 90' Фаото (Л) (аутогол)                                                          | Стадио дел ПНФ        | Серија А                       |
| 1941/42    | 24. мај 1942.       | Лацио 1-1 Рома   | 8' Панто (Р) 70' Пучинели (Л)                                                                                 | Стадио дел ПНФ        | Серија А                       |
| 1942/43    | 22. новембар 1942.  | Лацио 3-1 Рома   | 32' Пјола (Л) 63' Ачерби (Р) (аутогол) 76' Кениг (Л) 87' Панто (Р) (пенал)                                    | Стадио дел ПНФ        | Серија А                       |
| 1942/43    | 7. март 1943.       | Рома 1-0 Лацио   | 38' Амадеи | Стадио дел ПНФ        | Серија А                       |
| 1942/43    | 15. мај 1943.       | Рома 2-1 Лацио   | 28' Кријезију (Р) 62' Дађанти (Р) 66' Гвалтијери (Л)                                                          | Стадио дел ПНФ        | Куп Италије                    |
| 1943/44    | 9. јануар 1944.     | Рома 1-1 Лацио   | 8' Манола (Л) 19' Амадеи (Р)                                                                                  | ?                     | Шампионат Романо               |
| 1943/44    | 7. мај 1944.        | Лацио 0-0 Рома   | | ?                     | Шампионат Романо               |
| 1944/45    | 4. март 1945.       | Лацио 2-0 Рома   | ? | ?                     | Шампионат Романо               |
| 1944/45    | 6. мај 1945.        | Рома 1-0 Лацио   | ? | ?                     | Шампионат Романо               |
| 1944/45    | 27. мај 1945.       | Лацио 0-1 Рома   | ? | ?                     | Интернационални шампионат      |
| 1945/46    | 23. децембар 1945.  | Лацио 1-2 Рома   | 29' Урили (R) 56' Манола (L) 71' Гвалтијери (L) (aut.)                                                        | Национални стадион    | Национално првенство 1945-1946 |
| 1945/46    | 24. март 1946.      | Рома 0-1 Лацио   | 36' Кениг | Национални стадион    | Национално првенство 1945-1946 |
| 1946/47    | 6. октобар 1946.    | Рома 3-0 Лацио   | 10' Реника 71' Ди Паола '81 Амадеи                                                                            | Национални стадион    | Серија А                       |
| 1946/47    | 2. март 1947.       | Лацио 0-0 Рома   | | Национални стадион    | Серија А                       |
| 1947/48    | 16. новембар 1947.  | Лацио 0-1 Рома   | 14' Амадеи | Национални стадион    | Серија А                       |
| 1947/48    | 21. април 1948.     | Рома 0-2 Лацио   | 47' Чекони 52' Де Андрејис                                                                                    | Национални стадион    | Серија А                       |
| 1948/49    | 17. октобар 1948.   | Рома 1-1 Лацио   | 23' Лози (R) 83' Магрини (L)                                                                                  | Национални стадион    | Серија А                       |
| 1948/49    | 6. фебруар 1949.    | Лацио 0-0 Рома   | | Национални стадион    | Серија А                       |
| 1949/50    | 16. новембар 1949.  | Лацио 3-1 Рома   | 9' Пенцо (L) 39' Спартано (R) 51' Пучинели (L) 84' Ремондини (L) (rig.)                                       | Стадион Торино        | Серија А                       |
| 1949/50    | 19. фебруар 1950.   | Рома 0-0 Лацио   | | Стадион Торино        | Серија А                       |
| 1950/51    | 15. октобар 1950.   | Рома 0-1 Лацио   | 71' Фламини                                                                                                   | Стадион Торино        | Серија А                       |
| 1950/51    | 25. фебруар 1951.   | Лацио 2-1 Рома   | 1' Сентименти (L) 34' Ћецони (L) 57' Баки (R)                                                                 | Стадион Торино        | Серија А                       |
| 1952/53    | 7. септембар 1952.  | Лацио 3-1 Рома   | ? Бредерсен (L) ? Реносто (R) ? Бредерсен(L) ? Ларсен (L)                                                     | Стадион Торино        | Копа Месађеро                  |
| 1952/53    | 16. новембар 1952.  | Лацио 1-0 Рома   | 41' Бетолини                                                                                                  | Стадион Торино        | Серија А                       |
| 1952/53    | 22. март 1953.      | Рома 0-2 Лацио   | 55' Пућинели 58' Пућинели                                                                                     | Стадион Торино        | Серија А                       |
| 1953/54    | 6. септембар 1953.  | Лацио 1-0 Рома   | 18' Бредесен                                                                                                  | Стадион Торино        | Пријатељски куп града Рима     |
| 1953/54    | 29. новембар 1953.  | Рома 1-1 Лацио   | 19' Гали (R) 41' Виволо (L)                                                                                   | Стадион Олимпико      | Серија А                       |
| 1953/54    | 18. април 1954.     | Лацио 1-2 Рома   | 7' Целио (R) 18' Бортолето (R) 50' Фонтанези (L)                                                              | Стадион Олимпико      | Серија А                       |
| 1954/55    | 5. септембар 1954.  | Лацио 0-2 Рома   | ? Пандолфини                                                                                                  | Стадион Олимпико      | Трофеј Ремо Зеноби             |
| 1954/55    | 17. октобар 1954.   | Лацио 1-1 Рома   | 33' Хансен (L) 34' Целио(R)                                                                                   | Стадион Олимпико      | Серија А                       |
| 1954/55    | 6. март 1955.       | Рома 1-3 Лацио   | 11' Хансен(L) 47' Бурини (L) 56' Бурини (L) 59' Кардарели (R)                                                 | Стадион Олимпико      | Серија А                       |
| 1955/56    | 11. септембар 1955. | Лацио 1-5 Рома   | 8' Гали (R) 15' Да Коста (R) 45' Нијерс (R) 65' Нијерс (R) 73' Нијерс(R) 89' Виволо(L)                        | Стадион Олимпико      | Трофеј Ремо Зеноби             |
| 1955/56    | 16. октобар 1955.   | Рома 0-0 Лацио   | | Стадион Олимпико      | Серија А                       |
| 1955/56    | 4. април 1956.      | Лацио 1-0 Рома   | 46' Муцинели                                                                                                  | Стадион Олимпико      | Серија А                       |
| 1956/57    | 14. октобар 1956.   | Лацио 0-3 Рома   | 33' Да Коста 58' Пестрин 68' Да Коста                                                                         | Стадион Олимпико      | Серија А                       |
| 1956/57    | 3. март 1957.       | Рома 2-2 Лацио   | 22' Виволо (L) (rig.) 32' Да Коста (R) 48' Да Коста (R) 69' Селмосон (L)                                      | Стадион Олимпико      | Серија А                       |
| 1957/58    | 27. октобар 1957.   | Рома 3-0 Лацио   | 58' Лојодиче 61' Да Коста 76' Гиђија                                                                          | Стадион Олимпико      | Серија А                       |
| 1957/58    | 16. март 1958.      | Лацио 2-1 Рома   | 81' Селмосон (L) 83' Бурини (L) 89' Да Коста (R)                                                              | Стадион Олимпико      | Серија А                       |
| 1957/58    | 21. јуни 1958.      | Рома 2-3 Лацио   | 27' Тоци (L) 33' Да Коста (R) 58' Тоци (L) 61' Секи (R) 75' Бизари (L)                                        | Стадион Олимпико      | Куп Италије                    |
| 1957/58    | 12. јули 1958.      | Лацио 1-1 Рома   | 27' Тоци (L) 74' Да Коста (R)                                                                                 | Стадион Олимпико      | Куп Италије                    |
| 1958/59    | 30. новембар 1958.  | Лацио 1-3 Рома   | 9' Селмосон (R) 25' Позан (L) 52' Да Коста (R) 65' Да Коста (R)                                               | Стадион Олимпико      | Серија А                       |
| 1958/59    | 12. април 1959.     | Рома 3-0 Лацио   | 22' Лојодиче 81' Селмосон 87' Да Коста                                                                        | Стадион Олимпико      | Серија А                       |
| 1959/60    | 18. октобар 1959.   | Рома 3-0 Лацио   | 2' Манфредини 42' Манфредини 86' Селмосон                                                                     | Стадион Олимпико      | Серија А                       |
| 1959/60    | 6. март 1960.       | Лацио 0-1 Рома   | 32' Јаник (L) (aut.)                                                                                          | Стадион Олимпико      | Серија А                       |
| 1960/61    | 13. новембар 1960.  | Лацио 0-4 Рома   | 22' Манфредини 25' Манфредини 37' Манфредини 83' Орландо                                                      | Стадион Олимпико      | Серија А                       |
| 1960/61    | 19. март 1961.      | Рома 1-2 Лацио   | 17' Ђулијано (R) 22' Розони (L) 24' Розони(L)                                                                 | Стадион Олимпико      | Серија А                       |
| 1961/62    | 25. април 1962.     | Рома 0-0 Лацио   | (6-4 dopo након пенала)                                                                                       | Стадион Олимпико      | Куп Италије                    |
| 1963/64    | 6. октобар 1963.    | Рома 0-0 Лацио   | | Стадион Олимпико      | Серија А                       |
| 1963/64    | 23. фебруар 1964.   | Лацио 1-1 Рома   | 22' Розони (L) 79' Карпанези (R)                                                                              | Стадион Олимпико      | Серија А                       |
| 1964/65    | 15. новембар 1964.  | Лацио 0-0 Рома   | | Стадион Олимпико      | Серија А                       |
| 1964/65    | 28. март 1965.      | Рома 0-0 Лацио   | | Стадион Олимпико      | Серија А                       |
| 1965/66    | 10. октобар 1965.   | Рома 0-1 Лацио   | 39' Д'Амато                                                                                                   | Стадион Олимпико      | Серија А                       |
| 1965/66    | 27. фебруар 1966.   | Лацио 0-0 Рома   | | Стадион Олимпико      | Серија А                       |
| 1966/67    | 11. септембар 1966. | Лацио 1-0 Рома   | 57' Маркези (rig.)                                                                                            | Стадион Олимпико      | Пријатељски куп                |
| 1966/67    | 22. октобар 1966.   | Лацио 0-1 Рома   | 16' Енцо | Стадион Олимпико      | Серија А                       |
| 1966/67    | 5. март 1967.       | Рома 0-0 Лацио   | | Стадион Олимпико      | Серија А                       |
| 1968/69    | 8. септембар 1968.  | Рома 1-0 Лацио   | 61' Ферари | Стадион Олимпико      | Куп Италије                    |
| 1969/70    | 7. септембар 1969.  | Лацио 0-2 Рома   | (0-1, 87' Пеиро; званично 0-2)                                                                                | Стадион Олимпико      | Куп Италије                    |
| 1969/70    | 26. октобар 1969.   | Рома 2-1 Лацио   | 65' Спинози (R) 74' Ландини (R) 89' Маса (L)                                                                  | Стадион Олимпико      | Серија А                       |
| 1969/70    | 1. март 1970.       | Лацио 1-1 Рома   | 48' Фортунато (L) 57' Капело (R) (rig.)                                                                       | Стадион Олимпико      | Серија А                       |
| 1970/71    | 6. септембар 1970.  | Рома 2-0 Лацио   | 44' Вилсон (L) (aut.) 68' Б. Вијери (R)                                                                       | Стадион Олимпико      | Куп Италије                    |
| 1970/71    | 15. новембар 1970.  | Лацио 1-1 Рома   | 69' Долсо (L) 84' Петрели (R)                                                                                 | Стадион Олимпико      | Серија А                       |
| 1970/71    | 14 март 1971        | Рома 2-2 Лацио   | 30' Сантарини (R) (aut.) 40' Зигони (R) 62' Кинаља (L) (rig.) 74' Салвори (R)                                 | Стадион Олимпико      | Серија А                       |
| 1971/72    | 29 август 1971      | Лацио 1-0 Рома   | 24' Кинаља | Стадион Олимпико      | Куп Италије                    |
| 1972/73    | 12 новембар 1972    | Рома 0-1 Лацио   | 35' Нани | Стадион Олимпико      | Серија А                       |
| 1972/73    | 11 март 1973        | Лацио 2-0 Рома   | 32' Гарлашели (L) 38' Сантарини (R) (аутогол)                                                                 | Стадион Олимпико      | Серија А                       |
| 1973/74    | 9 септембар 1973    | Рома 0-0 Лацио   | | Стадион Олимпико      | Куп Италије                    |
| 1973/74    | 9 децембар 1973     | Лацио 2-1 Рома   | 34' Негрисоло (R) 48' Францони (L) 68' Кинаља(L)                                                              | Стадион Олимпико      | Серија А                       |
| 1973/74    | 31 март 1974        | Рома 1-2 Лацио   | 6' Пулићи (L) (aut.) 47' Д'Амико (L) 51' Кинаља(L) (пенал)                                                    | Стадион Олимпико      | Серија А                       |
| 1974/75    | 22 септембар 1974   | Лацио 0-1 Рома   | 61' Прати | Стадион Олимпико      | Куп Италије                    |
| 1974/75    | 1 децембар 1974     | Рома 1-0 Лацио   | 35' Де Систи                                                                                                  | Стадион Олимпико      | Серија А                       |
| 1974/75    | 23 март 1975        | Лацио 0-1 Рома   | 74' Прати | Стадион Олимпико      | Серија А                       |
| 1975/76    | 16 новембар 1975    | Лацио 1-1 Рома   | 55' Де Систи (R) 78' Кинаља (L)                                                                               | Стадион Олимпико      | Серија А                       |
| 1975/76    | 14 март 1976        | Рома 0-0 Лацио   | | Стадион Олимпико      | Серија А                       |
| 1976/77    | 28 новембар 1976    | Лацио 1-0 Рома   | 40' Ђордано                                                                                                   | Стадион Олимпико      | Серија А                       |
| 1976/77    | 27 март 1977        | Рома 1-0 Лацио   | 13' Конти | Стадион Олимпико      | Серија А                       |
| 1977/78    | 20 новембар 1977    | Рома 0-0 Лацио   | | Стадион Олимпико      | Серија А                       |
| 1977/78    | 19 март 1978        | Лацио 1-1 Рома   | 9' Клерићи (L) (aut.) 55' Ђордано(L) (пенал)                                                                  | Стадион Олимпико      | Серија А                       |
| 1978/79    | 12 новембар 1978    | Лацио 0-0 Рома   | | Стадион Олимпико      | Серија А                       |
| 1978/79    | 18 март 1979        | Рома 1-2 Лацио   | 20' Кордоба (L) (aut.) 58' Де Систи (R) (аутогол) 89' Николи (L)                                              | Стадион Олимпико      | Серија А                       |
| 1979/80    | 28. октобар 1979.   | Рома 1-1 Лацио   | 5' Рока (R) (aut.) 16' Пруцо (R)                                                                              | Стадион Олимпико      | Серија А                       |
| 1979/80    | 2. март 1980.       | Лацио 1-2 Рома   | 60' Пруцо (R) 74' Д'Амико (L) 85' Ђованели (R)                                                                | Стадион Олимпико      | Серија А                       |
| 1983/84    | 23. октобар 1983.   | Лацио 0-2 Рома   | 3' Нела 63' Пруцо                                                                                             | Стадион Олимпико      | Серија А                       |
| 1983/84    | 26. фебруар 1984.   | Рома 2-2 Лацио   | 8' Д'Амико (L) 24' Д'Амико (L) (rig.) 40' Ди Бартоломеј (R) (rig.) 51' Серезо (R)                             | Стадион Олимпико      | Серија А                       |
| 1984/85    | 9. септембар 1984.  | Рома 2-0 Лацио   | 66' Јорио (пенал) 75' Ди Карло                                                                                | Стадион Олимпико      | Куп Италије                    |
| 1984/85    | 11. новембар 1984.  | Рома 0-0 Лацио   | | Стадион Олимпико      | Серија А                       |
| 1984/85    | 24. март 1985.      | Лацио 1-1 Рома   | 71' Антонели (R) 73' Ђордано (L)                                                                              | Стадион Олимпико      | Серија А                       |
| 1988/89    | 15. јануар 1989.    | Лацио 1-0 Рома   | 25' Ди Канио                                                                                                  | Стадион Олимпико      | Серија А                       |
| 1988/89    | 28. мај 1989.       | Рома 0-0 Лацио   | | Стадион Олимпико      | Серија А                       |
| 1989/90    | 19. новембар 1989.  | Рома 1-1 Лацио   | 64' Бертони (L) 83' Ђанини (R)                                                                                | Стадио Фламинио       | Серија А                       |
| 1989/90    | 18. март 1990.      | Лацио 0-1 Рома   | 30' Фелер | Стадио Фламинио       | Серија А                       |
| 1990/91    | 2. децембар 1990.   | Лацио 1-1 Рома   | 45' Фелер (R) (пенал) 55' Соса (L)                                                                            | Стадион Олимпико      | Серија А                       |
| 1990/91    | 6. април 1991.      | Рома 1-1 Лацио   | 54' Фелер (R) (пенал) 80' Соса (L)                                                                            | Стадион Олимпико      | Серија А                       |
| 1991/92    | 6. октобар 1991.    | Рома 1-1 Лацио   | 65' Ридле (L) 81' Рицители (R)                                                                                | Стадион Олимпико      | Серија А                       |
| 1991/92    | 1. март 1992.       | Лацио 1-1 Рома   | 5' Соса (L) 70' Хеслер (R)                                                                                    | Стадион Олимпико      | Серија А                       |
| 1992/93    | 29. новембар 1992.  | Лацио 1-1 Рома   | 49' Ђанини (R) 88' Гаскојн (L)                                                                                | Стадион Олимпико      | Серија А                       |
| 1992/93    | 18. април 1993.     | Рома 0-0 Лацио   | | Стадион Олимпико      | Серија А                       |
| 1993/94.   | 18. август 1993.    | Рома 0-1 Лацио   | 24' Сињори (rig.)                                                                                             | Стадион Олимпико      | Трофеј Дино Виола              |
| 1993/94.   | 24 октобар 1993     | Рома 1-1 Лацио   | 17' Пјачентини (R) 79' Ди Мауро (L)                                                                           | Стадион Олимпико      | Серија А                       |
| 1993/94.   | 6. март 1994.       | Лацио 1-0 Рома   | 7' Сињори | Стадион Олимпико      | Серија А                       |
| 1993/94.   | 29. мај 1994.       | Лацио 0-2 Рома   | 2' Капиоли 37' Капиоли                                                                                        | Стадион Олимпико      | Трофеј Ђорђо Калери            |
| 1994/95.   | 27. новембар 1994.  | Лацио 0-3 Рома   | 3' Балбо 25' Капиоли 51' Фонсека                                                                              | Стадион Олимпико      | Серија А                       |
| 1994/95.   | 23. април 1995.     | Рома 0-2 Лацио   | 30' Казираги 70' Сињори (rig.)                                                                                | Стадион Олимпико      | Серија А                       |
| 1995/96    | 1. октобар 1995.    | Рома 0-0 Лацио   | | Стадион Олимпико      | Серија А                       |
| 1995/96    | 18. фебруар 1996.   | Лацио 1-0 Рома   | 85' Сињори (пенал)                                                                                            | Стадион Олимпико      | Серија А                       |
| 1996/97.   | 8. децембар 1996.   | Лацио 0-0 Рома   | | Стадион Олимпико      | Серија А                       |
| 1996/97.   | 4. мај 1997.        | Рома 1-1 Лацио   | 35' Балбо (R) 90' Проти (L)                                                                                   | Стадион Олимпико      | Серија А                       |
| 1997/98.   | 2. новембар 1997.   | Рома 1-3 Лацио   | 47' Р. Манчини (L) 57' Казираги (L) 84' Недвед (L) 91' Делвекио (R)                                           | Стадион Олимпико      | Серија А                       |
| 1997/98.   | 6. јануар 1998.     | Лацио 4-1 Рома   | 2' Бокшић (L) 32' Југовић (L) (пенал) 39' Балбо (R) (пенал) 75' Р. Манчини (L) 80' Фузер (L)                  | Стадион Олимпико      | Куп Италије                    |
| 1997/98.   | 21. јануар 1998.    | Рома 1-2 Лацио   | 45' Југовић (L) (пенал) 54' Пауло Серђо (R) 94' Готарди (L)                                                   | Стадион Олимпико      | Куп Италије                    |
| 1997/98.   | 8. март 1998.       | Лацио 2-0 Рома   | 50' Бокшић 62' Недвед                                                                                         | Стадион Олимпико      | Серија А                       |
| 1998/99.   | 29 новембар 1998    | Лацио 3-3 Рома   | 25' Делвекио (R) 28' Р. Манчини (L) 56' Р. Манчини (L) 69' Салас (L) (rig.) 78' Ди Франческо (R) 82' Тоти (R) | Стадион Олимпико      | Серија А                       |
| 1998/99.   | 11. април 1999.     | Рома 3-1 Лацио   | 13' Делвекио (R) 43' Делвекио (R) 79' Виери (L) 90' Totti (R)                                                 | Стадион Олимпико      | Серија А                       |
| 1999/2000. | 21. новембар 1999.  | Рома 4-1 Лацио   | 7' Делвекио (R) 11' Монтела (R) 26' Делвекио (R) 31' Монтела (R) 52' Михајловић (L) (пенал)                   | Стадион Олимпико      | Серија А                       |
| 1999/2000. | 25. март 2000.      | Лацио 2-1 Рома   | 3' Монтела (R) 25' Недвед (L) 28' Верон (L)                                                                   | Стадион Олимпико      | Серија А                       |
| 2000/01.   | 17. децембар 2000.  | Лацио 0-1 Рома   | 70' Негро (аутогол)                                                                                           | Стадион Олимпико      | Серија А                       |
| 2000/01.   | 29. април 2001.     | Рома 2-2 Лацио   | 48' Батистута (R) 54' Делвекио (R) 78' Недвед (L) 90' Кастроман (L)                                           | Стадион Олимпико      | Серија А                       |
| 2001/02.   | 27. октобар 2001.   | Рома 2-0 Лацио   | 49' Делвекио 90' Тоти                                                                                         | Стадион Олимпико      | Серија А                       |
| 2001/02.   | 10. март 2002.      | Лацио 1-5 Рома   | 13' Монтела (R) 30' Монтела (R) 37' Монтела (R) 53' Станковић (L) 64' Монтела (R) 72' Тоти (R)                | Стадион Олимпико      | Серија А                       |
| 2002/03.   | 27. октобар 2002.   | Лацио 2-2 Рома   | 51' Fiore (L) 57' Делвекио (R) 66' Батистута (R) 75' Станковић (L)                                            | Стадион Олимпико      | Серија А                       |
| 2002/03.   | 5. фебруар 2003.    | Лацио 1-2 Рома   | 12' Касано (R) 49' Роса (R) 76' Фиоре (L)                                                                     | Стадион Олимпико      | Куп Италије                    |
| 2002/03.   | 8. март 2003.       | Рома 1-1 Лацио   | 8' Станковић (L) 89' Касано (R)                                                                               | Стадион Олимпико      | Серија А                       |
| 2002/03.   | 16. април 2003.     | Рома 1-0 Лацио   | 56' Монтела                                                                                                   | Стадион Олимпико      | Куп Италије                    |
| 2003/04.   | 9. новембар 2003.   | Рома 2-0 Лацио   | 81' Манчини 86' Емерсон                                                                                       | Стадион Олимпико      | Серија А                       |
| 2003/04.   | 21. април 2004.     | Лацио 1-1 Рома   | 40' Коради (L) 61' Коради (R) (пенал)                                                                         | Стадион Олимпико      | Серија А                       |
| 2004/05.   | 6. јануар 2005.     | Лацио 3-1 Рома   | 29' Ди Канио (L) 24' Касано (R) 74' Сезар (L) 85' Роки (L)                                                    | Стадион Олимпико      | Серија А                       |
| 2004/05.   | 15. мај 2005.       | Рома 0-0 Лацио   | | Стадион Олимпико      | Серија А                       |
| 2005/06.   | 23. октобар 2005.   | Рома 1-1 Лацио   | 40' Тоти (R) 57' Роки (L)                                                                                     | Стадион Олимпико      | Серија А                       |
| 2005/06.   | 26. фебруар 2006.   | Лацио 0-2 Рома   | 31' Тадеј 63' Аквилани                                                                                        | Стадион Олимпико      | Серија А                       |
| 2006/07.   | 10. децембар 2006.  | Лацио 3-0 Рома   | 44' Ледесма 52' Одо (пенал) 73' Мутарели                                                                      | Стадион Олимпико      | Серија А                       |
| 2006/07.   | 29. април 2007.     | Рома 0-0 Лацио   | | Стадион Олимпико      | Серија А                       |
| 2007/08.   | 31 октобар 2007     | Рома 3-2 Лацио   | 12' Роки (L) 19' Вучинић (R) 42' Манчини (R) 57' Перота (R) 69' Ледесма (L)                                   | Стадион Олимпико      | Серија А                       |
| 2007/08.   | 19. март 2008.      | Лацио 3-2 Рома   | 31' Тадеи (R) 44' Пандев (L) 57' Роки (L) (пенал) 62' Перота (R) 90' Бехрами (L)                              | Стадион Олимпико      | Серија А                       |
| 2008/09.   | 16. новембар 2008.  | Рома 1-0 Лацио   | 50' Баптиста                                                                                                  | Стадион Олимпико      | Серија А                       |
| 2008/09.   | 11. април 2009.     | Лацио - Рома 4-2 | 2' Пандев (L), 3' Зарате (L), 9' Мексес (R), 58' Лихтштајнер (L), 81' Де Роси (R), 84' Коларов (L)            | Стадион Олимпико      | Серија А                       |
| 2009/10.   | 6. децембар 2009.   | Рома - Лацио 1-0 | 79' Касети | Стадион Олимпико      | Серија А                       |
| 2009/10.   | 18. децембар 2010.  | Лацио - Рома 1-2 | 15' Роки (L), 54' Вучинић (R) (пенал), 64' Вучинић (R)                                                        | Стадион Олимпико      | Серија А                       |
| 2010/11.   | 7. новембар 2010.   | Лацио - Рома 0-2 | 52' Бориело (пенал), 85' Вучинић (пенал)                                                                      | Стадион Олимпико      | Серија А                       |
| 2010/11.   | 19. јануар 2011..   | Рома 2-1 Лацио   | 53' Бориело (R) (пенал), 57' Ернанес (L) (пенал), 77' Ф. Симплисио (R)                                        | Стадион Олимпико      | Куп Италије                    |
| 2010/11.   | 13. март 2011.      | Рома - Лацио 2-0 | 69' Тоти, 91' Тоти (пенал)                                                                                    | Стадион Олимпико      | Серија А                       |
| 2011/12.   | 16. октобар 2011.   | Лацио - Рома 2-1 | 5' Освалдо (R), 51' Ернанес (L) (пенал), 93' Клосе (L)                                                        | Стадион Олимпико      | Серија А                       |
| 2011/12.   | 4. март 2012.       | Рома - Лацио 1-2 | 10' Ернанес (L) (пенал), 16' Борини (R), 62' Маури (L)                                                        | Стадион Олимпико      | Серија А                       |
| 2012/13.   | 11. новембар 2012.  | Лацио - Рома 3-2 | 11' Ламела (R), 37' Кандрева (L), 45' Клосе (L), 46' Маури (L), 86' Пјанић (R)                                | Стадион Олимпико      | Серија А                       |
| 2012/13.   | 8. април 2013.      | Рома - Лацио 1-1 | 16' Ернанес (L), 57' Тоти (R) (пенал)                                                                         | Стадион Олимпико      | Серија А                       |
| 2012/13.   | 26. мај 2013.       | Рома - Лацио 0-1 | 71' Лулић (L)                                                                                                 | Стадион Олимпико      | Куп Италије                    |
| 2013/14.   | 22. септембар 2013. | Рома - Лацио 2-0 | 63' Балзарети (R), 94' Љајић (R) (пенал)                                                                      | Стадион Олимпико      | Серија А                       |
| 2013/14.   | 9. фебруар 2014.    | Лацио - Рома 0-0 | | Стадион Олимпико      | Серија А                       |
| 2014/15.   | 11. јануар 2015.    | Рома - Лацио 2-2 | 25' Маури (L), 29' Андерсон (L), 48' Тоти (R), 64' Тоти (R)                                                   | Стадион Олимпико      | Серија А                       |
| 2014/15.   | 25. мај 2015.       | Лацио - Рома 1-2 | 73' Итурбе (R), 81' Ђорђевић (L), 85' Јанга-Мбива (R)                                                         | Стадион Олимпико      | Серија А                       |
| 2015/16.   | 8. новембар 2015.   | Рома - Лацио 2-0 | 10' Џеко (R) (пенал), 62' Жервињо (R)                                                                         | Стадион Олимпико      | Серија А                       |
| 2015/16.   | 3. април 2016.      | Лацио - Рома 1-4 | 15' Ел Шарави (R), 64' Џеко (R), 75' Пароло (L), 83' Флоренци (R), 87' Пероти (R)                             | Стадион Олимпико      | Серија А                       |
| 2016/17.   | 4. децембар 2016.   | Лацио - Рома 0-2 | 64' Стротман (R), 77' Наинголан (R)                                                                           | Стадион Олимпико      | Серија А                       |
| 2016/17.   | 1. март 2017.       | Лацио 2-0 Рома   | 29' Милинковић-Савић (L) 78' Имобиле (L)                                                                      | Стадион Олимпико      | Куп Италије                    |
| 2016/17.   | 4. април 2017.      | Рома 3-2 Лацио   | 37' Милинковић-Савић (L) (пенал) 43' Ел Шарави (R) 56' Имобиле (L) 66' Салах(R) 90' Салах (R)                 | Стадион Олимпико      | Куп Италије                    |
| 2016/17.   | 30. април 2017.     | Рома - Лацио 1-3 | 12' Кеита (L), 45' Де Роси (R) (пенал), 50' Баста (L), 85' Кеита (L)                                          | Стадион Олимпико      | Серија А                       |
| 2017/18.   | 19. новембар 2017.  | Рома - Лацио 2-1 | 49' Пероти (Р) (пенал), 53' Наинголан (Р), 72' Имобиле (Л) (пенал)                                            | Стадион Олимпико      | Серија А                       |
| 2017/18.   | 15. април 2018.     | Лацио - Рома 0-0 | | Стадион Олимпико      | Серија А                       |
| 2018/19.   | 29. септембар 2018. | Рома - Лацио 3-1 | 45' Пелегрини (Р), 67' Имобиле (Л), 71' Коларов (Р), 86' Фацио (Р)                                            | Стадион Олимпико      | Серија А                       |
| 2018/19.   | 3. март 2019.       | Лацио - Рома 3-0 | 12' Каиседо (Л) 73' Имобиле (Л) (пенал), 89' Каталди (Л)                                                      | Стадион Олимпико      | Серија А                       |
| 2019/20.   | 1. септембар 2019.  | Лацио - Рома 1-1 | 17' Коларов (Р) (пенал), 58' Луис Алберто (Л)                                                                 | Стадион Олимпико      | Серија А                       |
| 2019/20.   | 26. јануар 2020.    | Рома - Лацио 1-1 | 28' Џеко (Р), 34' Ачерби (Л)                                                                                  | Стадион Олимпико      | Серија А                       |
| 2020/21.   | 15. јануар 2021.    | Лацио - Рома 3-0 | 14' Имобиле (Л), 23',67' Луис Алберто (Л)                                                                     | Стадион Олимпико      | Серија А                       |
| 2020/21.   | 15. мај 2021.       | Рома - Лацио 2-0 | 42' Мхитарјан (Р), 78' Педро (Р)                                                                              | Стадион Олимпико      | Серија А                       |
| 2021/22.   | 26. септембар 2021. | Лацио - Рома 3-2 | 10' Милинковић-Савић (Л), 19' Педро (Л), 41' Ибањез (Р), 63' Фелипе Андерсон (Л), 69' Верету (Р) (пенал)      | Стадион Олимпико      | Серија А                       |
| 2021/22.   | 20. март 2022.      | Рома - Лацио 3-0 | 1',22' Абрахам (Р), 40' Пелегрини (Р)                                                                         | Стадион Олимпико      | Серија А                       |
| 2022/23.   | 6. новембар 2022.   | Рома - Лацио 0-1 | 29' Фелипе Андерсон (Л)                                                                                       | Стадион Олимпико      | Серија А                       |
| 2022/23.   | 19. март 2023.      | Лацио - Рома 1-0 | 65' Закањи (Л)                                                                                                | Стадион Олимпико      | Серија А                       |
| 2023/24.   | 12. новембар 2023.  | Лацио - Рома 0-0 | | Стадион Олимпико      | Серија А                       |
| 2023/24.   | 10. јануар 2024.    | Лацио - Рома 1-0 | 51' Закањи (Л) (пенал)                                                                                        | Стадион Олимпико      | Куп Италије                    |
| 2023/24.   | 7. април 2024.      | Рома - Лацио 1-0 | 42' Ђ. Манчини (Р)                                                                                            | Стадион Олимпико      | Серија А                       |

## Дерби дела Капитале (статистика)
Од 6. априла 2024.
| Такмичење                        | ИГ  | Лацио | Н  | Рома | ГолЛацио | ГолРома |
| -------------------------------- | --- | ----- | -- | ---- | -------- | ------- |
| Првенство Италије (1945–1946)    | 2   | 1     | 0  | 1    | 2        | 2       |
| Серија А (1929–1943, 1946–данас) | 160 | 42    | 61 | 57   | 156      | 199     |
| Укупно првенствених мечева       | 162 | 43    | 61 | 58   | 158      | 201     |
| Куп Италије                      | 21  | 8     | 3  | 10   | 22       | 24      |
| Укупно званичних мечева          | 183 | 51    | 64 | 68   | 180      | 225     |
| Национална лига (1943–1944)      | 4   | 1     | 2  | 1    | 3        | 2       |
| Пријатељски мечеви               | 4   | 2     | 1  | 1    | 10       | 9       |
| Остали сусрети                   | 8   | 4     | 0  | 4    | 9        | 11      |
| Укупно мечева                    | 199 | 58    | 67 | 74   | 202      | 247     |

| ИГ: одиграно утакмица               |
| Лацио: победа Лација                |
| Н: нерешено                         |
| Рома: победа Роме                   |
| ГолЛацио: постигнутих голова Лација |
| ГолРома: постигнутих голова Роме    |

## Статистике и рекорди
Римски ривали су до сада одиграли 196 утакмица, а укупан однос у победама је 73-57 у корист Роме уз 66 нерешена сусрета. Иначе, ретки су играчи који су играли за оба римска тима, а међу њима је и Синиша Михајловић. Поред њега у дербију су за оба клуба наступали Луиђи Алеманди, Архимеде Нарди, Атилио Ферарис, Пјеро Пасторе, Фулвио Бернардини, Франко Заљо, Арне Селмосон, Серђо Петрели, Франко Кордова, Астутиљо Малољо, Карло Гали, Микеле Де Надаи, Лионело Манфредонија, Фабрицио Ди Мауро, Луиђи Ди Бјађо, Анђело Перуци, Дијего Фузер, Франческо Колонезе, Роберто Муци, Себастијано Сивиља, Александар Коларов, Педро Родригез и Алесио Ромањоли. Деветорица тренера су предводила оба клуба у дерби мечевима а то су Пјетро Пизели, Гвидо Бакани, Геза Кертес, Фулвио Бернардини, Џеси Карвер, Хуан Карлос Лоренцо, Роберто Клалуна, Свен-Горан Ериксон и Здењек Земан, а тренери Лација у дерби мечевима били су и бивши првотимци Роме Томазо Маестрели и Ђулио Корсини. Бивши играчи Лација Алфредо Фони и Ђузепе Вијани предводили су Рому са клупе у римским дербијима. Бивши тренер Роме Лучано Спиноси радио је као помоћни тренер у Лацију док је бивши тренер Роме Антонио Требичјани радио у млађим категоријама Лација.
Винченцо Монтела је играч који је постигао највише голова у једном дербију, чак четири. Франческо Тоти је рекордер по броју одиграних дербија, са 27. Најубедљивију победу у једном дербију остварила је Рома, са 5-0 у сезони 1933/34. Најубедљивију победу Лацио је забележио у сезони 2006/07, са 3-0.
- Први дерби је одигран 8. децембра 1929, и завршен је резултатом 1-0 у корист Роме голом Родолфа Волка.
- Лацио је први пут победио 23. октобра 1932. головима Демарије и Кастелија. Стрелац гола за Рому био је Родолфо Волк.
- Први дерби на стадиону Олимпико одигран је 29. новембра 1953, и завршен је ремијем 1-1 головима Карла Галија за Рому и Пакалеа Вивола за Лацио.
- Лацио је рекордер по броју узастопних добијених дербија у једној сезони, са четири победе у сезони 1997/98: два у лиги (3-1 и 2-0) и два у четвртфиналу Купа Италије (4-1 и 2-1).